# HMS B1
HMS B1 – brytyjski okręt podwodny typu B. Okręt został zamówiony jako ostatni z serii 14 brytyjskich okrętów podwodnych typu A. Zbudowany w latach 1903–1904 w Vickers, Barrow-in-Furness, gdzie okręt został wodowany 25 października 1904 roku. Rozpoczął służbę w Royal Navy 16 kwietnia 1905 roku. Pierwszym dowódcą został Lt. Basil A. Beal.
W 1914 roku B1 stacjonował w Portsmouth przydzielony do Drugiej Flotylli Okrętów Podwodnych (2nd Submarine Flotilla) pod dowództwem Lt. Basila A. Beala.
Wkrótce po rozpoczęciu działań wojennych okręt został przeznaczony do celów szkoleniowych. 
W 1916 roku był w składzie 6 Flotylli Okrętów Podwodnych stacjonującej w Portsmouth, pod dowództwem Lt P.H. Bonham-Cartera. 
2 maja 1922 roku okręt został sprzedany firmie J. Smith z Poole.